# Peristenus
Peristenus is een geslacht van insecten uit de orde vliesvleugeligen (Hymenoptera) en de familie schildwespen (Braconidae).

## Soorten
Deze lijst van 24 stuks is mogelijk niet compleet.
- P. accinctus (Haliday, 1835)
- P. adelphocorides Loan, 1979
- P. angifemoralis van Achterberg & Guerrero, 2003
- P. brevicornis (Herrich-Schäffer, 1838)
- P. conradi Marsh, 1992
- P. digoneutis Loan, 1973
- P. facialis (Thomson, 1892)
- P. gloriae van Achterberg & Guerrero, 2003
- P. grandiceps (Thomson, 1892)
- P. kazak (Tobias, 1986)
- P. kokujevi (Tobias, 1986)
- P. maderae (Graham, 1986)
- P. malatus Loan, 1976
- P. microcerus (Thomson, 1892)
- P. nitidus (Curtis, 1833)

- P. obscuripes (Thomson, 1892)
- P. orchesiae (Curtis, 1833)
- P. orthotyli (Richards, 1967)
- P. pallipes (Curtis, 1833)
- P. picipes (Curtis, 1833)
- P. relictus (Ruthe, 1856)
- P. rubricollis (Thomson, 1892)
- P. trjapitzini (Tobias, 1986)
- P. varisae van Achterberg, 2001